# (秘)トルコ風呂
『(秘)トルコ風呂』（まるひトルコぶろ）は、1968年の日本映画。大原麗子主演、村山新治監督。東映東京撮影所製作、東映配給。R18+。
大原麗子の初主演作。大原の親族が書いた書籍では、大原の主演映画は『三匹の牝蜂』（1970年）と『セカンド・ラブ』（1983年）の2本としており、本作の存在を抹消しているが、実際は本作を含めて3本である。

## あらすじ
東北の小さな温泉町から上京した卵子は、新宿のパチンコ屋で働いていた。ある日、副業で高利貸しをやるトルコ嬢のナミと知り合う。ナミのマンションで一夜を共にし、レズビアンのナミは卵子の虜になった。ナミの以前の夫、達は卵子に目を付け、乱交パーティのホステスとして卵子と契約する。醜い欲望のナミや達からだんだん卵子の心は離れていく。卵子には故郷の幼馴染で体の悪い淳がいた。

## キャスト
- 花村卵子：大原麗子
- 西条達：梅宮辰夫
- 谷口ナミ：中原早苗
- 高原文吾：山本豊三
- 団刑事：伴淳三郎
- 佐山：潮健児
- 圭子：桑原幸子
- 艶子：国景子
- 源爺：菅井一郎
- 竹田：白石奈緒美
- 谷川：英美枝
- 松田：上田吉二郎
- 野瀬：人見きよし
- ユタカ：谷隼人
- パチンコ屋の主人：沢彰謙
- 靴屋の主人：杉義一
- 店員：木村修
- 女房：山本緑
- 若い刑事：小林稔侍
- トルコの客：小島慶四郎
- 日雇労務者：久地明
- 番頭：相馬剛三

## スタッフ
- 監督：村山新治
- 脚本：下飯坂菊馬・播磨幸治
- 企画：園田実彦・扇沢要
- 撮影：稲田喜一
- 音楽：池野成
- 美術：中村修一郎
- 編集：田中修
- 録音：小松忠之
- 照明：元持秀雄
- 助監督：深作欣二[2]

## 製作

### 企画
当時の東映の新人拘束期間は5年間で、大原麗子は1970年7月がその終了期間であった。以降は、東映と再契約するか、他の映画会社或いは芸能事務所に移籍するか、フリーになるか等、大原本人の選択次第であったが、大原は東映入社3年で主演こそなかったが助演がひっきりなしに続くということは、東映としても将来を期待している女優ということで、当然契約延長を視野に入れ、大原に初主演がオファーされた。
大原が本作の主演に至った経緯は少し複雑である。大原が初主演作として最初にオファーされたのは本作ではなく『怪談 蛇女』（1968年7月12日公開）だった。『週刊映画ニュース』1968年5月25日の記事に『怪談 蛇女』の出演者として大原の記載がある。"怪談もの"は1960年前後がピークで、この当時はブームが去ったと見られていたが、1967年夏に大映が『四谷怪談』『怪談蚊喰鳥』の旧作を再映（リバイバル）し、これが意外にヒットし、映画業界を驚かせた。味をしめた大映は、この1968年の春休みに東映のまんがまつりにぶつける形で『ガメラ対宇宙怪獣バイラス』に季節外れの『妖怪百物語』をセットし公開した。さらに夏にも『牡丹燈籠』と『怪談おとし穴』の怪談二本立てを公開すると発表した。こうした流れで、映画界が「夏は怪談もの」という定義を盛り返そうという動きが出て、また怪談ものなら当時流行の"エロ"と"残酷"が一度にやれると思い付き、喜劇が当たれば喜劇、エロが流行ればエロと他社の真似が得意の松竹は、バスト98cmの川口小枝を主演に立て、グラマーお化けで勝負を賭け『怪談残酷物語』を製作。また大蔵映画も『怪談バラバラ幽霊』と、怪談もの便乗競作が行われ、1968年5月17日付けで東映の映画製作のトップ・企画製作本部長に就任した岡田茂常務兼東映京都撮影所所長が、「だいたい時代劇全盛期でもそんなに怪談ものは強くはなかったが、去年の大映のリバイバルが意外なほど当たったから、まあウチもやってみるか」と東映でも『怪猫 呪いの沼』『怪談 蛇女』と二本の怪談映画の製作を決めた。岡田はこの年の企画製作本部長就任から8月の映画本部長就任で、一つの映画会社の社長の立場に匹敵する大きな権限を与えられ、映画はズブの素人の大川博に代わり、以降、社長、会長時代を通じて30年以上、東映の企画を牛耳った。
単なる怪談ものでは興行力が弱いと判断した岡田は、エロ要素を加えようとし大原を脱がそうとしたが、大原から「裸になってもいいし、夜の女だってやるけど、わたしのイメージをぶち壊すようなおバケ映画で裸になるのはイヤ! いまさらおバケ映画に出られるか」などとこれを蹴った。岡田は石井輝男を招聘して撮らせた"異常性愛路線"第1作『徳川女系図』(1968年5月1日公開)でも大原麗子と小川知子をキャスティングしてやはり脱がそうと画策したが、二人に断られていた。東映の専属女優が脱がないため、ピンク女優を大量投入したのが『徳川女系図』。東映に限らず、当時の各社のエログロ映画の量産で、女優に娼婦役などがキャスティングされることが増え、それまで映画会社のいいなりだった女優たちが腹を立て、各社の看板女優たちの出演拒否が相次いだ。『娼婦鳥子の歌』で娼婦役をキャスティングされ、出演を拒否した松竹の看板女優・倍賞千恵子は松竹を干されると噂された。当時のマスメディアは「女優が会社に対して『ノー』といえる時代になった」と評価した。
『怪談 蛇女』の代わりに大原が選んだのが本作『㊙トルコ風呂』だった。これもすんなり大原主演で発案された企画ではなく、本来は大信田礼子の初主演作として企画されたものだった。東映東京撮影所は1968年5月21日公開の『産業スパイ』のダンサー役で出演した大信田の肉体美に可能性を感じ1968年6月、大信田と準専属契約を結んだ。その大信田主演第一作として企画されたのが本作で、最初のタイトルは『赤線浮世風呂』だった。「あのプロポーションは男の目を楽しませるには十分。この辺でズバリ、惜しみなく見せるものをお見せするかも知れない」「売春、集団乱交、腹上死なども飛び出すスウェーデン映画顔負けの物凄さ。ピンク女優を使わないでどれだけ迫力のある映画になるか」などと東映は豪語したが、しかしヌードになることに積極的ではなかったとされる大信田と東映サイドで脱げ・脱がないの攻防があったとされ、結局大信田は降板し、『怪談 蛇女』を拒否した大原が代わりに本作に抜擢された。蛇女を拒否しトルコ嬢を演じることになった大原の心境の変化はマスメディアを驚かせた。大原はそれまで頑なに肌を見せることはなかったが、東映のエロ路線が強化されるに連れ、いよいよ脱がざるを得ない立場に追い込まれていた。1968年2月22日公開の『尼寺㊙物語』で、中島貞夫に泣かされ遂に肌を披露し、完脱ぎを期待されての抜擢だった。
東映同期入社の小川知子が「『続大奥㊙物語』で裸にされかかった」と腹を立て、東映と揉めて退社し、シングル「ゆうべの秘密」を大ヒットさせ、鮮やかに歌手転向を果たしたことを横目で見ていた大原は、シングル『ピーコック・ベイビー』で歌手デビューを果たすが、上手くいかず、女優業に復帰。社命を拒否したペナルティとして「夜の青春シリーズ」をさらにハードにした本作に出演させられたという説もある。大原はそれまでの映画での「夜の青春シリーズ」や「夜の歌謡シリーズ」でのホステスやズベ公役で、梅宮辰夫に散々弄ばれる役とは違い、『ヤング720』（TBS）の司会や『顎十郎捕物帳』で清純派として茶の間での人気を高めていたため、また以前のスレた役に逆戻りかとファンを驚かせた。大原は「会社の売り方はともかく、私の役は隣りの小児マヒの子供や、びっこのハトを愛している天使のような少女という設定なの。監督さんもラブシーンには少年との初恋を回想のようにはさみ、きれいに撮ると言って下さっているから、ヘンな映画にはならないはずよ」「同じ裸だけど、今度は孤児を育てるために裸になるんだから"必然性"がある」などと、怪談映画では脱ぐ"必然性"はないが、本作なら脱ぐと話した。先の『怪談 蛇女』出演オファーの際、「作品内容によっては裸にもなります」という言葉を引き出していたため、大原はヌードになるものと見られたが、脚本にあった全裸シーンは改訂を要求した。しかし会社の要求に抵抗できるのか見ものとみられた。　
最初のタイトルは『赤線浮世風呂』、その後『赤線トルコ風呂』に変更され、岡田茂が『大奥㊙物語』（1967年7月公開）以降、路線化していた「㊙シリーズ」の、『続大奥㊙物語』『尼寺㊙物語』に続く「㊙シリーズ」に本作を組み入れ、最終的に『㊙トルコ風呂』に改題された。

### 撮影
梅宮辰夫は当時"夜の帝王"のニックネームで呼ばれ、肩で風切るツッパリの頂点に君臨していたため、他の女優なら「女の付き合いなんか御免だぜ」と断るところであったが、可愛い妹分だった大原のため気持ちよく受けの芝居を引き受けた。大原も東映きっての"プレイボーイ"梅宮に負けない東映きっての"プレイガール"といわれていたが、それまで梅宮に虐げられる役ばかりで「これじゃ"プレイガール"の看板が泣くワ」とおかんむりだったため、自身が主演で相手役の梅宮を今度は逆に手玉に取る娼婦役とあって「よーし、日ごろの恨みを晴らすのはこのときね」と腕まくりし、梅宮をビビらせた。
大原が汚れ役の衣装2点、ベビードール一点、超ミニのワンピース5点、計8点の衣装を代える。特にワンピースは全て舶来品の1点25000円。サイケ柄の超ミニで、スタッフ一同、目がちらついて困ると喜んだ。
レズビアンとして出演する中原早苗が、ノンクレジットながら、深作欣二が助監督に就いたと話している。深作は村山新治を尊敬していた。

## 同時上映
『兄弟仁義 逆縁の盃』
- 主演：北島三郎／監督：鈴木則文
- 兄弟仁義シリーズ第7作。

※変則二本立て。1968年8月24日公開の『兄弟仁義 逆縁の盃』に1968年8月14日公開の若山富三郎主演「極悪坊主シリーズ」第一作『極悪坊主』がロングで二本立て。1968年8月27日から『兄弟仁義 逆縁の盃』と本作の二本立て。

## 興行成績
本作が公開された1968年8月27日は平日の火曜日だったが、一気にメーターが上がりお客が急増。東映ピンク路線（東映ポルノ）の強さをまざまざと見せた。

## 影響
大原麗子は本作でヌードを拒否し、東映と大きな溝ができた。先述のように大原は、1970年7月に東映との新人拘束期間が切れ、年間4本の本数契約に切り換えた後、1971年1月1日付けで渡辺企画（渡辺プロダクション）入りした。以降、テレビドラマやCMなど、テレビを中心に活躍し大きな人気を得た。加東康一は「東映の女優が活躍の場を失いつつあった時に大原は女優らしい仕事の時期を迎えた。いわゆる㊙時代劇や、やくざ路線の色どりも演じたし、ポルノまがいの女番長ものにも出演した。しかしこの手の作品の主演女優が消耗品として消えてゆきやすいこと、そして自分のキャラクターが消化してゆける限界を彼女はきちんとわきまえていた。消耗される前に活動の場をテレビに移した。そして、ポルノもセックス時代劇も、やくざ映画の色どりとしての経験も、すべて蓄積した財産として、演技者の引き出しに収めてきた。見事という他ない」と評している。